# Кобзистий Олександр Вікторович
Олександр Вікторович Кобзистий (народився 23 травня 2003 року) — український баскетболіст клубу «Мега-Баскет» Ліги AБA та Баскетбольної ліги Сербії.

## Ранні роки життя та кар'єра
Кобзистий переїхав до Белграда, Сербія, у 2019 році, приєднавшись до молодіжної системи «Мега-Баскет». Він був членом команди Mega U19, яка виграла юніорську Лігу AБA в сезонах 2020–21 і 2021–22.

## Професійна кар'єра
28 травня 2021 року Кобзистий підписав свій перший професійний контракт з «Мега-Баскет». У сезоні 2021—2022 BLS він виступав за OKK Белград, партнерську команду «Мега-Баскет». У 29 іграх він набирав у середньому 10,7 очка, робив 4,9 підбирання та 1,2 передачі в середньому за гру. Після завершення сезону він повернувся до Мега-Баскет на сезон 2022—2023 рр.

## Кар'єра в національній збірній
У серпні 2019 року Кобзистий у складі збірної України U16 взяв участь у Чемпіонаті Європи FIBA U16 дивізіону B у Подгориці (Чорногорія). У восьми матчах турніру він набирав у середньому 21,8 очка, робив 8,6 підбирання та 2,6 передачі за гру.
У липні 2021 року Кобзистий виступав у складі збірної України до 20 років на Європейському челенджері ФІБА U20. У п'яти матчах турніру він у середньому за гру набирав 12 очок, робив 3,8 підбирання та 0,6 передачі. У липні 2022 року Кобзистий був у складі збірної до 20 років, яка посіла останнє місце на чемпіонаті Європи ФІБА U20 у Подгориці, Чорногорія. У семи матчах турніру він набирав у середньому 14,9 очка, робив 6,1 підбирання та 1,3 передачі в середньому за гру.

## Особисте життя
Його батько — колишній баскетболіст Віктор Кобзистий. Батько грав за «Маріуполь», «Будівельник» і «Дніпро», а також у Болгарії та Росії. Також його батько був членом збірної України на двох Євробаскетах 2001 та 2005 років.